# Phil Babb
Philip Andrew "Phil" Babb, född 30 november 1970, är en irländsk-engelsk fotbollstränare och före detta professionell fotbollsspelare. Han spelade som försvarare för fotbollsklubbarna Bradford City, Coventry City, Liverpool, Tranmere Rovers, Sporting Lissabon och Sunderland mellan 1989 och 2004. Han vann ett portugisiskt ligamästerskap, en engelska ligacup och en portugisisk cup. Babb spelade också 35 landslagsmatcher för det irländska fotbollslandslaget mellan 1994 och 2002.
Efter den aktiva spelarkarriären har han varit tränare för Hayes & Yeading United.